# Мейко Накахара
Мейко Накахара (яп. 中原 めいこ, Nakahara Meiko), справжнє ім'я Мейко Обара (яп. 小原 明子, Obara Meiko) (народилася 8 травня 1959 року в префектурі Чіба), є колишньою японською співачкою та композиторкою.

## Раннє життя та кар'єра
Ще у початковій школі вона вже створювала свою власну музику.
У 1982 році вона дебютувала синглом Kon'ya dake Dance Dance Dance (яп. 今夜だけDANCE DANCE DANCE) та альбомом Coconuts House (яп. ココナッツ・ハウス). Її сингл 1984 року Kimitachi Kiwi Papaya Mango dane (君たちキウイ・パパイア・マンゴーだね。) був 50-м найпродаванішим синглом року в Японії, з обсягом 237 000 копій. Вона миттєво стала популярною.
Її пісня Ru-Ru-Ru-Russian Roulette (яп. ロ・ロ・ロ・ロシアンルーレット) була відкриваючою піснею, а Uchū Ren'ai (Space Fantasy) (яп. 宇宙恋愛(スペースファンタジー)) — заключною піснею для анімованого телесеріалу 1985 року Dirty Pair. Ro Ro Ro Russian Roulette отримала нагороду за Найкращу Пісню на 8-му Anime Grand Prix у 1986 році. Для анімованого телесеріалу 1987–1988 років Kimagure Orange Road, Kagami no Naka no Actress (яп. 鏡の中のアクトレス) була третьою відкриваючою піснею, а Dance in the Memories (яп. ダンス・イン・ザ・メモリーズ) була третьою заключною піснею.

## Пізніший період кар'єри
Навіть після завершення кар'єри співачки, Мейко продовжувала працювати як композиторка для груп і співаків, таких як Checkicco і Vivian Hsu. Триб'ют-група їй під назвою Lotos була створена у 2010 році і, на момент 2019 року, ще залишалася активною.